# Liste der Orte im Landkreis Breisgau-Hochschwarzwald
Die Liste der Orte im Landkreis Breisgau-Hochschwarzwald listet die geographisch getrennten Orte (Ortsteile, Stadtteile, Dörfer, Weiler – badisch Zinken –, Höfe, Wohnplätze) im Landkreis Breisgau-Hochschwarzwald auf.

## Systematische Liste
Alphabet der Städte und Gemeinden mit den zugehörigen Orten.
| - Au mit dem Dorf Au, dem Zinken Schönberg, Hof und Häuser Hägenhof und den Höfen Burghöfe, Finsterbach, Hasgelhöfe, Heimbachhof, Kaischenhof, Kopfackerhof und Schwabenhöfe. - Auggen mit dem Dorf Auggen, dem Weiler Hach, dem Zinken Zizingen, der Siedlung Karl Richtberg und dem Wohnplatz Schotterwerk. - Badenweiler mit den Ortsteilen Badenweiler, Lipburg und Schweighof. - Zu Badenweiler das Dorf Badenweiler. - Zu Lipburg das Dorf Lipburg, der Weiler Sehringen und die Wohnplätze Gipswerk und Hausbaden. - Zu Schweighof das Dorf Schweighof und die Höfe Forellenzucht und Guggenmühle. - Bad Krozingen mit den Stadtteilen Bad Krozingen, Biengen, Hausen an der Möhlin, Schlatt und Tunsel. - Zu Bad Krozingen die Stadt Bad Krozingen und die Gemeindeteile Kems und Oberkrozingen. - Zu Biengen das Dorf Biengen und der Weiler Dottighofen. - Zu Hausen an der Möhlin das Dorf Hausen an der Möhlin. - Zu Schlatt das Dorf Schlatt. - Zu Tunsel die Dörfer Tunsel und Schmidhofen und der Weiler Burghöfe. - Ballrechten-Dottingen mit den Ortsteilen Ballrechten und Dottingen. - Zu Ballrechten das Dorf Ballrechten und das Gehöft Ziegelhof. - Zu Dottingen das Dorf Dottingen, der Weiler Oberdottingen, der Zinken Kastelhof und der Wohnplatz Haltestelle Ballrechten-Dottingen. - Bötzingen mit dem Dorf Bötzingen und dem Ort Oberschaffhausen. - Bollschweil mit den Ortsteilen Bollschweil und St. Ulrich. - Zu Bollschweil die Dörfer Oberdorf und Unterdorf, die Weiler Aubach, Ellighofen, Gütighofen (z. T. zu Ehrenkirchen), der Zinken Leimbach, Hof und Haus Gütle und das Gehöft Bitterst. - Zu St. Ulrich das Dorf St. Ulrich, der Weiler Geiersnest und das Gehöft Kaltwasser. - Breisach am Rhein mit den Stadtteilen Breisach am Rhein, Gündlingen, Niederrimsingen und Oberrimsingen. - Zu Breisach am Rhein die Stadt Breisach am Rhein, der Stadtteil Hochstetten, die Höfe Kohlers(Christmanns)hof, Krebsmühlehof und Neumühle, Haus und Hof Jägerhof und die Wohnplätze Am Karpfenhod, Batzenhäusle(hof) und Im Galgenwinkel. - Zu Gündlingen das Dorf Gündlingen und die Siedlung. - Zu Niederrimsingen das Dorf Niederrimsingen und der Wohnplatz Ziegelei. - Zu Oberrimsingen die Dörfer Oberrimsingen und Grezhausen und der Weiler Rothaus. - Breitnau mit den Dörfern Hinterdorf, Steig und Vorderdorf, den Zinken Beim Löwen, Bisten (t.w. auch zu Hinterzarten), Bruckbach, Eckbach, Einsiedel, Fahrenberg, Freyel, Hintereck, Hirschsprung, Höllsteig, Hohlengraben, Jungholz-Föhrwald, Löffeltal, Moos, Oberhöllsteig, Ödenbach, Posthalde, Ravenna(schlucht), Siedelbach, Tiefen, Winterhalden und Wirbstein, den Höfen Haberstrohhof, Holzhof, Kuhnenbach, Schuhmächerlehof und Zimmeracker und den Wohnplätzen Bäuerleshütte, Birklehof, Eckerhäusle, Falkenfreyel, Hundsschachen, Jockelhäusle, Jörgenhäusle, Nessellachen und Paulyhäusle. - Buchenbach mit den Ortsteilen Buchenbach, Falkenstein, Unteribental und Wagensteig. - Zu Buchenbach die Dörfer Buchenbach, Oberdorf und Unterdorf, der Weiler Kolonie Wiesneck, die Zinken Blechschmiede, Diezendobel, Falkensteig (t.w. zur Gemarkung Falkensteig), Himmelreich und Pfaffendobel, das Gehöft Meierhäuslehof und der Wohnplatz Wiesneck. - Zu Falkensteig das Gehöft Falkensteig (t.w. auch zur Gemarkung Buchenbach), die Zinken Engenbach und Schulterdobel, die Höfe Heuberg, Küchlehof, Neubauernhof, Schuhmartishof, Schweizerlehof, Schweizerpeter, Thomalihof und Thumichelhof und die Wohnplätze Höfener Hütte und Webersberg. - Zu Unteribental das Dorf Unteribental und die Zinken Lindenberg und Weberdobel. - Zu Wagensteig der Zinken Spirzendobel, Höfe und Häuser Bartelshof und -häusle, Saierhof und -häusle, die Höfe Altenvogtshof, Brissenhof, Falkenhof, Hansmeyerhof, Haurihäusle, Haurihof, Herrenbach, Hinterbauernhof, Hirschenhof, Hutjörgenhof, Landerhäusle, Metzgerbauernhof, Pfändlerhof, Rombbachhof, Rotenbauernhof, Rufenhof, Schmiedhof, Steighof, Vorderbauernhof und Wirtshäusle und die Wohnplätze Altenvogtshäusle, Fischerhaus, Grundbauernhütte, Kohlenpeterhäusle, Lorenzenhäusle, Löwen(Pelz)wirtshaus, Ottenberg, Pfändlerhäusle, Schneiderhäusle, Schuhhäusle, Schulhaus, Sommerberg, Sprenghäusle, Todtnau und Vogelhäusle. - Buggingen mit den Ortsteilen Buggingen und Seefelden. - Zu Buggingen das Dorf Buggingen, die Siedlung Kalibergwerk und der Wohnplatz Bahnstation Buggingen. - Zu Seefelden die Dörfer Seefelden und Betberg. - Ebringen mit dem Dorf Ebringen, dem Weiler Talhausen, dem Zinken Tirol und den Höfen Oberer Schönbergerhof und Unterer Schönbergerhof und dem Wohnplatz Berghausen (Berghauser Kapelle oder Kirche). - Ehrenkirchen mit den Ortsteilen Ehrenstetten, Kirchhofen, Norsingen, Offnadingen und Scherzingen. - Zu Ehrenstetten das Dorf Ehrenstetten, der Weiler Gütighofen (tw. zu Bollschweil), die Höfe Felsenmühle, Kohlerhöfe und Lettenhof und der Wohnplatz Hintere Hattenmühle. - Zu Kirchhofen das Dorf Kirchhofen, die Weiler Oberambringen und Unterambringen sowie als neuer Ortsteil das nach 2000 entstandene Gewerbegebiet Niedermatten. - Zu Norsingen das Dorf Norsingen. - Zu Offnadingen das Dorf Offnadingen. - Zu Scherzingen das Dorf Scherzingen. - Eichstetten am Kaiserstuhl mit dem Dorf Eichstetten und den Höfen Au(stucken)mühle und Herrenmühle. - Eisenbach (Hochschwarzwald) mit den Ortsteilen Bubenbach, Eisenbach, Oberbränd und Schollach. - Zu Bubenbach das Dorf Bubenbach und die Wohnplätze Kreuzdobel (Josengäßle), Rappenloch, Schwarzkreuzwirtshaus und Steingremmen. - Zu Eisenbach das Dorf Eisenbach. - Zu Oberbränd das Dorf Oberbränd. - Zu Schollach der Weiler Mittelschollach, die Zinken Felsental-Blessinghof, Hinterschollach, Süßenbach und Unterschollach. - Eschbach mit dem Dorf Eschbach und dem Gehöft Weinstetten (Weinstetterhof) sowie dem größten Teil des Gewerbeparks Breisgau auf dem Gelände des ehemaligen Militärflugplatzes. - Feldberg (Schwarzwald) mit den Ortsteilen Altglashütten, Falkau und Feldberg (Schwarzwald). - Zu Altglashütten die Dörfer Altglashütten und Neuglashütten, der Zinken Drehkopf und die Wohnplätze Auf der Plätze, Mühlematte und Winterbergäcker. - Zu Falkau die Gemeindeteile Hinterfalkau, Mittelfalkau und Vorderfalkau und der Wohnplatz Seewald. - Zu Feldberg (Schwarzwald) die Zinken Behabühl, Hinterbärental, Kunzenmoos, Oberbärental, Stefansbühl, Unteres und mittleres Bärental, Vorderbärental und Zastler Hütte, das Gehöft Raimartihof und die Wohnplätze Baldenweger Buck, Beim Zeiger, Caritas-Haus, Dienstgehöft der Straßenbauverwaltung, Feldbergerhof, Feldberggipfel, Grafenmatt, Hebelhof, Herzogenhorn, St. Wilhelmer Hütte und Todtnauer Hütte. - Friedenweiler mit den Ortsteilen Friedenweiler und Rötenbach. - Zu Friedenweiler das Dorf Friedenweiler, der Weiler Kleineisenbach und der Wohnplatz Steinhalden. - Zu Rötenbach das Dorf Rötenbach und die Wohnplätze Adlerwirtssäge, Beimühle, Birnenhäusle und Höhenhaus. - Glottertal mit den Ortsteilen Föhrental, Oberglotterttal, Ohrensbach und Unterglottertal. - Zu Föhrental die Zinken Allmend, Enge, Oberföhrental, Unterföhrental und Wiggisrain. - Zu Oberglottertal die Höfe Altenvogtshof, Amtshof, Bernenhansenhof, Birkle(seppen)hof, Dilgerhof, Dischhansenhof, Glotterbad, Glotterrainhof, Gschwanderhof, Gullerhof, Gummenhof, Hartererhof, Hilzingerhof, Hof(bauernhof), Kappbläsihof, Kapphansenhof, Klausenhof, Lautackerhof, Lenzerhof, Linderhof, Neumaierhof, Pfisterhof, Schererhof, Sonne, Stecklehof, Talstraße, Vogtshansenhof und Wälderhansenhof. - Zu Ohrensbach die Zinken Bei der Kirch, Dörfle und Wiggisrain und die Höfe Heldhansenhof, Kappenhof, Kappmathishof, Leimenhof, Mattenbauerhof, Molzenhof, Rotenbauernhof, Scharbachhof, Stampfhof, Überhof, Wahlenhof und Wuspenhof und der Wohnplatz Nonnenmacher. - Zu Unterglottertal das Dorf Bei und ob der Kirche, die Weiler Unter der Kirch, Unter der Wiggisbruck und Vorm Dörfle, die Zinken Wiggishag, Wiggisrain und Winterbach, die Höfe Lindingerhof, Rinzberghof, Schloßdobelhof (Dobelbauerhof) und Wisserhof und die Wohnplätze Düschenhof, Eichbergmatten (Schiffsplatz), Gschwanderhof, Gschwandermühle, Hönningergütle, Mattenmühle, Schloßhof und Urbershäusle. - Gottenheim mit dem Dorf Gottenheim und der Siedlung. - Gundelfingen mit den Ortsteilen Gundelfingen und Wildtal. - Zu Gundelfingen das Dorf Gundelfingen, die Höfe Has(en)gartenhof (Reutebach), Schlauderberghof und Wildengrundhof und die Wohnplätze Grünerweg, Im Rehberg und Im Roßwinkel. - Zu Wildtal die Zinken Am Rain, Am Rebberg und Vorstädtle mit Waldacker, die Höfe Altrufehof, Am Längenhardt (Haftenhäusle), Am Michelbachweg, Flammhof, Gerihof, Leimenstollenhof, Merzhof, Mursthof, Ruhehof, Schümperlehof, Sonnenhof, Vogthof, Waldbrunnenhof und Weilerhof und die Wohnplätze Bei der Schmiede und Schloßhäuser. - Hartheim mit den Ortsteilen Bremgarten, Feldkirch und Hartheim. - Zu Bremgarten das Dorf Bremgarten und der nördlichste Teil des Gewerbeparks Breisgau, der Weiler Weinstetten und der Wohnplatz Weinstetter Mühle. - Zu Feldkirch das Dorf Feldkirch. - Zu Hartheim das Dorf Hartheim und der Wohnplatz Rheinwärterhaus. - Heitersheim mit den Stadtteilen Gallenweiler und Heitersheim. - Zu Gallenweiler das Dorf Gallenweiler. - Zu Heitersheim das Dorf Heitersheim und der südlichste Teil des Gewerbeparks Breisgau. - Heuweiler mit dem Dorf Vorderheuweiler, dem Weiler Hinterheuweiler, dem Zinken Heuhäuser und den Höfen Berghäusle und Litzelstalerhof. - Hinterzarten mit dem Dorf Hinterzarten, den Zinken Alpersbach, Am Feldberg, Bisten (t.w. auch zu Breitnau), Bruderhalde, Erlenbruck, Löffeltal, Oberzarten, Rinken, Rotwasser, Windeck und Winterhalde und den Wohnplätzen Altenvogtshütte (Auf Stucken), Dorneck, Fürsatz(hof) und Silberberg. - Horben mit dem Dorf Horben und den Zinken Bohrer, Katzental, Langackern, Münzenried mit Gerstenhalm. - Ihringen mit den Ortsteilen Ihringen und Wasenweiler. - Zu Ihringen das Dorf Ihringen, Schloss und Hof Liliental (Lilienhof) und die Wohnplätze Blankenhornsberg und Sauwasen. - Zu Wasenweiler das Dorf Wasenweiler, Kapelle und Haus Neunkirch und der Wohnplatz Bahnstation Wasenweiler. - Kirchzarten mit den Ortsteilen Burg, Kirchzarten und Zarten. - Zu Burg die Weiler Burg und Brand, die Zinken Himmelreich und Höfen, Haus und Gehöft Rainhof, die Höfe Erlenhof und Zähringerhof und der Wohnplatz Untere Blechschmiede. - Zu Kirchzarten die Dörfer Kirchzarten und Dietenbach, die Zinken Am Bach, Fischbach, Geroldstal, Oberneuhäuser, Schlempenfeld und Unterneuhäuser, die Höfe Birkenreute und Brühlhof und die Wohnplätze Bruckmühle und Girsberg. - Zu Zarten das Dorf Zarten, das Gehöft Breitehof und der Wohnplatz Am Hohrain. - Lenzkirch mit den Ortsteilen Kappel, Lenzkirch, Raitenbuch und Saig. - Zu Kappel das Dorf Kappel und die Wohnplätze Am Titisee, Bahnstation Kappel-Grünwald, Bahnstation Kappel-Gutachbrücke, Lehen, Rechenfelsen und Zipfelsäge. - Zu Lenzkirch die Dörfer (Ober-)Lenzkirch und Grünwald, das Gehöft Möslehof und der Wohnplatz Löffelschmiede. - Zu Raitenbuch das Dorf Raitenbuch, der Zinken Berg und die Wohnplätze Berger Stierhütte und Windgfällweiher. - Zu Saig das Dorf Saig, die Zinken Hiera (Hürenhof), Hof, Holzmatte, Mühlingen, Schlauch, Steig (Grund), das Gehöft Stierhütte (Clemenshof) und die Wohnplätze Am Hochfirst und Saiger Höhe. | - Löffingen mit den Stadtteilen Bachheim, Dittishausen, Göschweiler, Löffingen, Reiselfingen, Seppenhofen und Unadingen. - Zu Bachheim das Dorf Bachheim, der Weiler Neuenburg und die Wohnplätze Burgmühle, Oberburg und Unterburg. - Zu Dittishausen das Dorf Dittishausen und das Gehöft Weiler. - Zu Göschweiler das Dorf Göschweiler, die Höfe Schattenmühle und Hofgut Stallegg und der Wohnplatz Elektrizitätswerk Stallegg. - Zu Löffingen die Stadt Löffingen, der Weiler Krähenbach, das Gehöft Witterschnee und die Wohnplätze Bleiche, Öle, Paradies, Reichberg und Ziegelhütte. - Zu Reiselfingen das Dorf Reiselfingen und der Weiler Dietfurt. - Zu Seppenhofen das Dorf Seppenhofen, die Höfe Obermühle und Unter(Linsi)mühle und der Wohnplatz Bahnstation Reiselfingen-Seppenhofen. - Zu Unadingen das Dorf Unadingen, die Höfe Eulenmühle und Grünburg und die Wohnplätze Posthaus und Bahnstation Unadingen. - March mit den Ortsteilen Buchheim, Holzhausen, Hugstetten und Neuershausen. - Zu Buchheim das Dorf Buchheim. - Zu Holzhausen das Dorf Holzhausen. - Zu Hugstetten das Dorf Hugstetten. - Zu Neuershausen das Dorf Neuershausen. - Merdingen mit dem Dorf Merdingen und dem Wohnplatz Kalkwerk. - Merzhausen mit dem Dorf Merzhausen und dem Schloss Jesuitenschloss. - Müllheim im Markgräflerland mit den Stadtteilen Britzingen, Feldberg, Hügelheim, Müllheim, Niederweiler und Vögisheim. - Zu Britzingen die Dörfer Britzingen, Dattingen, Zunzingen, Muggardt und der Weiler Güttigheim. - Zu Feldberg das Dorf Feldberg und die Weiler Gennenbach und Rheintal. - Zu Hügelheim das Dorf Hügelheim und der Wohnplatz Bahnstation Hügelheim. - Zu Müllheim die Stadt Müllheim, das Gehöft Unter den Matten und die Wohnplätze Bahnstation Müllheim, Sirnitz und Ziegelhütte. - Zu Niederweiler das Dorf Niederweiler. - Zu Vögisheim das Dorf Vögisheim. - Münstertal/Schwarzwald mit den Ortsteilen Obermünstertal und Untermünstertal. - Zu Obermünstertal der Weiler St. Trudpert, Häuser und Höfe Berg, (Oberer und Unterer) Käppelehof, Laitschenbach, Oberneuhof, Stollbächle, (Oberes und Unteres) Wasserhaus, die Höfe Bittenhäuser, Breitnau, Bühl, Drehbach, Eisengraben, Gieß(h)übel, Gigenegut, Ober Gipf, Unter Gipf, Gräble, Grundmatten, Gstihl, Halde(n) (teilw. zu Oberried), (Oberes und Unteres) Harzloch, Haselhürst (vorm. Scheibenfelsen), Helmiseck, (Mittlerer, Oberer und Unterer) Jetzenwald, Kleine Bittenhäuser, Obere Lochmatt, Untere Lochmatt, Milchmatt, Obergaß, Sägenbach, Sattelgrund, (Obere und Untere) Schindelmatt, Schöneck, Obere Sonnhalde, Untere Sonnhalde, Sorbaum, Oberer Steinbrunnen, Unterer Steinbrunnen, Hinterer Stollbach, Vorderer Stollbach, Unterneuhof, (Obere und Untere) Willnau und die Wohnplätze Armengasse, Branden, Hinteres Elend, Stampf Elend, Vorderes Elend, Gassen, Hörhalde, Krummlinden, Lehn, Mühlenmatten, Neubruck, Ringweg, Sandmatte, Schauinsland, Schürlebuck, Sonnhaldeneck, Spielweg, Stohren, Vogelsang, Vogtshalde, Wald und Wolfgarten. - Zu Untermünstertal das Dorf Untermünstertal und der Gemeindeteil Münsterhalden und die zwischen 1949 und 1950 aufgegangenen Orte und Rotten Breitmatt, Diezelbach, Hasengrund, Laisacker(hof), Landensberg, Langenbach, Lehengasse, Limberg, Rammelsbach, Sägerstraße (Sägegasse), Sirnitz, Sirnitzgrund, Wildsbach und die 1960 aufgegangenen Orte Fischmatte, Gufenbach, Hinterer Rotenbuck, (Außen) Hof, (Mitte) Hof, (Oben) Hof, Kaltwasser, Mulden, Münster (linke Straßenseite), Münster (rechte Straßenseite), Neuhäuser (linke Straßenseite), Neuhäuser (rechte Straßenseite), Prestenberg-Lehn, Süßenbrunn, Vorderer Rotenbuck, Wasen (Oben), Wasen (Unten) und Ziegelplatz. - Neuenburg am Rhein mit den Stadtteilen Grißheim, Neuenburg, Steinenstadt und Zienken. - Zu Grißheim das Dorf Grißheim und der Wohnplatz Rheinwärterhaus. - Zu Neuenburg die Stadt Neuenburg und der Wohnplatz Wasserbaumeisterei. - Zu Steinenstadt das Dorf Steinenstadt. - Zu Zienken das Dorf Zienken. - Oberried mit den Ortsteilen Oberried, St. Wilhelm, Schauinsland und Zastler. - Zu Oberried das Dorf Oberried, der Gemeindeteil Weilersbach und die Zinken Geroldstal, Hintertal, Obertal und Vörlinsbach. - Zu St. Wilhelm die Zinken Katzensteig und Wittenbach, das Gehöft Gfällmatte und die Wohnplätze Erlenbach(erhütte), Hinterer Schneeberg, Schmelzplatz, Steinwasen (teilw. im Ortsteil Schauinsland), Stübenwasen, Vorderer Schneeberg und Vordertal. - Zu Schauinsland das Dorf Hofsgrund, die Zinken Brenden, Gegendrum, Holzarbeit, Rain, Steinwasen (teilw. im Ortsteil St. Wilhelm) und Talbach, die Höfe Bodenmatte, Lochmatte und Poche und die Wohnplätze Halde(n) (teilw. zu Münstertal/Schwarzwald) und Muggenmatte (Schneeloch). - Zu Zastler die Höfe Adamshof, Burghardtshof, Gassenbauernhof, Glaserhausenhof, Jockelehof und -berghaus, Mederlehof, Schweizerhaus, Schweizerhof, Stefansgütle, Stollenbacherhof und Winterhalterhof und Schmiede und die Wohnplätze Antoniushäusle, Breiterackerhaus, Bürstenholzfabrik, Försterhaus, Holzmacherhaus, Kleislehof, Krummholzengütle, Mederleberghaus, Roteck, Schulhaus, Taddäushäusle, Weilersbacher Viehhütte und Zähringerhaus. - Pfaffenweiler mit den Dörfern Pfaffenweiler und Öhlinsweiler. - Schallstadt mit den Ortsteilen Mengen, Schallstadt und Wolfenweiler. - Zu Mengen das Dorf Mengen. - Zu Schallstadt das Dorf Schallstadt und der Weiler Föhrenschallstadt. - Zu Wolfenweiler das Dorf Wolfenweiler und der Weiler Leutersberg. - Schluchsee mit den Ortsteilen Blasiwald, Faulenfürst, Fischbach, Schluchsee und Schönenbach. - Zu Blasiwald der Weiler Muchenland und die Zinken Althütte, Eisenbreche, Loch, Sommerseite und Winterseite. - Zu Faulenfürst das Dorf Faulenfürst und der Ort Seebrugg (Seebruck). - Zu Fischbach das Dorf (Ober-)Fischbach und die Zinken Hinterhäuser und Schwende. - Zu Schluchsee das Dorf Schluchsee, die Weiler Äule, Oberaha, Unteraha und Unterfischbach, das Gehöft Dresselbach und die Wohnplätze Forsthaus Oberaha und Unterkrummen. - Zu Schönenbach das Dorf Schönenbach und die Höfe Oberschwarzhalden und Unterschwarzhalden. - Sölden mit dem Dorf Sölden und dem Zinken Gaisbühl. - Staufen im Breisgau mit den Stadtteilen Grunern, Staufen im Breisgau und Wettelbrunn. - Zu Grunern das Dorf Grunern, die Weiler Etzenbach und Kropbach und die Höfe Hohacker, Sahlenbach, Schleifsteinhof und Schöneck. - Zu Staufen im Breisgau die Stadt Staufen im Breisgau, Kapelle und Haus St. Johanniskapelle (Stationenberg), die Höfe Gutleuthaus, Rothof, St. Gotthardhof und die Wohnplätze An dem Hollnau-Buck, Burg-Café, Sägemühle und Wasenhaus. - Zu Wettelbrunn das Dorf Wettelbrunn. - Stegen mit den Ortsteilen Eschbach im Schwarzwald, Stegen und Wittental. - Zu Eschbach im Schwarzwald die Zinken Berlachen, Engelberg, Hintereschbach, Obertal, Reckenberg, Steurental und Untertal, die Höfe Domilishof, Gabelsdobel, Grundhof, Kappdobel, Molzenhof, Salzberg, Scherlehäuslehof, Scherlenzendobel und Schönberg und die Wohnplätze Fußhof-Berghäusle, Geigerhäusle und Hilzihäusle. - Zu Stegen das Dorf Stegen, die Weiler Oberbirken und Unterbirken, der Zinken Rechtenbach und die Schlossanlage Schloss Weiler. - Zu Wittental die Weiler Wittental und Attental, die Höfe Albrechtshof, Andresenhof, Baldenwegerhof, Bankenhof, Bankscherhof, Hannisen(Hansen)-hof, Hugenhof und Rauferhof. - St. Märgen mit den Dörfern St. Märgen, Altglashütte (Glashütte) und Hinterstraß, den Zinken Auf der Spirzen, Beim Klausen (St. Nikolaus), Dreieck, Erlenbach, Ferndobel (Kasperberg), Glaserberg, Hochwald, Hohlengraben, Holzschlag, Kurze Spirzen, Laberholz, Schald(t)karrendorf, Schweighöfe, Spirzen, Steinbachtal, Thurner, „Vorderer und Hinterer Hornberg“ und Zwerisberg, den Häusern „Fallerhof mit Eisenhäusle (Zwerisberg)“, „Fallerhof (Spirzen)“, Schweizerhütte und Spirzjockelehof, den Höfen Adamenhof (Schweighof), Brosihof, Brosihof (Spirzen), Christenhermannshof, Christenmartinshof, Danielhof, Dobelbauernhof, Galsträgerhof, Hannisenhof, Hansenhof, Hansjörgenhof, Hettighof, Hirzbühl, Hogenhof, Hüttenbauernhof, Kohlergrundhof, Konradenhof, Kussenhof, Kussenmühle, Langenhof, Lenzenhof, Mathisenhof und -mühle, Michelehof, Mießenhof, Moosbühlhof, Mühle am Erlenbach, Nazishäusle, Pfändlerhansenhof, Pfisterhof, Pfistermühle, Rankhof und Rankmühle, Redeck, Rufen(Thomas)hof, Schaubhof, Scheuerhaldenhof, Schlagberg (Im Schlag), Schlegelhof, Schweizerhof, Steinbachhof, Tännlehof, Talbachhof, Thomashof, Vogelhof, Wagenstalter, Wilmenhof, Wolfsberg und Zum Turner und den Wohnplätzen Auf dem Steinbach, Brosihäusle, Bühlmetzgerhäusle, Glockenhäusle, Habstmoos, Hummelmühle, Kussenberg, Micheleshäusle, Ohmen, Pfisterhütte und Steinbacherhäusle. - St. Peter mit dem Dorf Bürgerschaft, dem Weiler Sägendobel, den Zinken Kandelberg, Neuwelt, Oberibental, Ränke, Rohr, Schmittenbach, Schönhöfe, Seelgut und Willmendobel und den Höfen Eckpeterhof, Langeck und Lindlehof. - Sulzburg mit den Stadtteilen Laufen und Sulzburg. - Zu Laufen das Dorf Laufen und der Weiler St. Ilgen. - Zu Sulzburg die Stadt Sulzburg, das Gehöft Sengelberg und die Wohnplätze Freihof, Bad Sulzburg und Waldhaus Beatrice. - Titisee-Neustadt mit den Stadtteilen Langenordnach, Neustadt im Schwarzwald, Rudenberg, Schwärzenbach, Titisee und Waldau. - Zu Langenordnach Haus und Hof Färberhof und Färberhäusle, die Höfe Balzenhof, Behringerhof, Binzenhof, Fallerhof, Ganterhof, Grundhof und Grundscheuer, Hahnkrähenhof, Harzhäusle (Baumeier), Hilpertenhof, Klettererhof, Kleiserhof, Oberwirtshaus, Schachenhof, Unterwirtshaus und Zähringerhof und die Wohnplätze Altlochhäusle, Balzenmühle, Binzenhäusle, Hahnkrähenhäusle, Hochberg, Klettererhäusle, Mooshäusle, Neulochhäusle, Schuhhäusle, Schuhhaus, Schwarzenhäusle, Schwarzenhansenhäusle, Straßenwartshäusle und Zipfelhäusle. - Zu Neustadt im Schwarzwald die Stadt Neustadt im Schwarzwald, die Zinken Ebene (Hoch-Ebene), Hölzlebruck und Kirchsteig und das Gehöft Scheuerebene. - Zu Rudenberg das Dorf Rudenberg, der Weiler Reichenbach, der Zinken Kirchsteig und die Höfe Äußerer Bauernhof, Berghof (vormals Kirnershäusle), Josefenhof, Knöpfleshof, Michelshof und Theibisenhof. - Zu Schwärzenbach die Weiler Ahornhäuser, Ebenemoos, Großer Hof, Haus und Hof Ahornhof, die Höfe Bälzenhof, Donishof, Haberjockelshof, Hasenhof, Hellewanderhof, Heselhof, Hinter Margrutt (Käshof), Hintermühle, Hochebene(hof), Hofhannissen(hof), Kileanenhof, Kleineisenbächle (Hinteres Haus), Lohrenhof, Magremme, Rittihof, Salenhof, Schachenbauernhof, Schafmeiershof, Schwabenhof, Treiben(hof), Vorder Margrutt, Wiesbach(erhof), Willmeshof und Winterershof und die Wohnplätze Haldenhäusle, Heselberg, Schweizerhäusle, Straubenhäusle, Thomilishäusle und Wenzelhäusle. - Zu Titisee das Dorf Titisee, die Zinken Altenweg, Eckbach, Feuerberg, Heiligenbrunnen, Hölzlebruck, Jostal, Oberaltenweg, Oberjostal, Schildwende, Schnattertal, Seehöfe, Spriegelsbach und Vorderaltenweg und die Wohnplätze Am Titisee und Höchstberg. - Zu Waldau das Dorf Waldau, die Zinken Glashöfe, Hohlengraben und Kohlplatz, Haus und Hof Behashof, die Höfe Bühlhof, Griesbenhof, Mühle, Rotenhof, Stalterhof und Widiwandhof und die Wohnplätze Lachenhäusle, Rainhof und -häusle, Ruheckle, Schneeberg, Schneehof und -häusle, Seemoos und Waldmühle. - Umkirch mit dem Dorf Umkirch und Hof und Mühle Dachswangen (Dachswanger Mühle). - Vogtsburg im Kaiserstuhl mit den Stadtteilen Achkarren, Bickensohl, Bischoffingen, Burkheim, Oberbergen, Oberrotweil und Schelingen. - Zu Achkarren das Dorf Achkarren und der Wohnplatz Bahnstation Achkarren. - Zu Bickensohl das Dorf Bickensohl. - Zu Bischoffingen das Dorf Bischoffingen. - Zu Burkheim die Stadt Burkheim und der Wohnplatz Bahnstation Burkheim-Bischoffingen. - Zu Oberbergen die Dörfer Oberbergen und Vogtsburg. - Zu Oberrotweil die Dörfer Oberrotweil und Niederrotweil. - Zu Schelingen das Dorf Schelingen. - Wittnau mit den Dörfern Wittnau und Biezighofen, den Zinken Eck und Haseln und den Höfen Fahrnau, Stöckenhöfen und Stöckenmühle. |

## Alphabetische Liste
In Fettschrift erscheinen die Orte, die namensgebend für die Gemeinde sind, in Kursivschrift Einzelhäuser, Häusergruppen, Burgen, Schlösser und Höfe. Zusätzliche bestehende kleine Orte nach der Quelle www.leo-bw.de werden dort in aller Regel nicht wie in der Listengrundlage nach Weiler/Siedlung/Wohnplatz usw. differenziert, sondern einheitlich als Wohnplatz klassifiziert, dieser Ortsteiltyp wird hier entsprechend kursiviert übernommen.
| - Achkarren zu Vogtsburg im Kaiserstuhl - Adamenhof (Schweighof) zu St. Märgen - Adamshof zu Oberried - Adlerwirtssäge zu Friedenweiler - Ahornhäuser zu Titisee-Neustadt - Ahornhof zu Titisee-Neustadt - Albrechtshof zu Stegen - Allmend zu Glottertal - Alpersbach zu Hinterzarten - Altenvogtshäusle zu Buchenbach - Altenvogtshof zu Buchenbach - Altenvogtshof zu Glottertal - Altenvogtshütte (Auf Stucken) zu Hinterzarten - Altenweg zu Titisee-Neustadt - Altglashütte (Glashütte) zu St. Märgen - Altglashütten zu Feldberg (Schwarzwald) - Althütte zu Schluchsee - Altlochhäusle zu Titisee-Neustadt - Altrufehof zu Gundelfingen - Am Bach zu Kirchzarten - Am Feldberg zu Hinterzarten - Am Hochfirst zu Lenzkirch - Am Hohrain zu Kirchzarten - Am Karpfenhod zu Breisach am Rhein - Am Längenhardt (Haftenhäusle) zu Gundelfingen - Am Michelbachweg zu Gundelfingen - Am Rain zu Gundelfingen - Am Rebberg zu Gundelfingen - Am Titisee zu Lenzkirch - Am Titisee zu Titisee-Neustadt - Amtshof zu Glottertal - An dem Hollnau-Buck zu Staufen im Breisgau - Andresenhof zu Stegen - Antoniushäusle zu Oberried - Armengasse zu Münstertal/Schwarzwald - Attental zu Stegen - Au - Au(stucken)mühle zu Eichstetten am Kaiserstuhl - Aubach zu Bollschweil - Auf dem Steinbach zu St. Märgen - Auf der Plätze zu Feldberg (Schwarzwald) - Auf der Spirzen zu St. Märgen - Auggen - Äule zu Schluchsee - Äußerer Bauernhof zu Titisee-Neustadt - Bachheim zu Löffingen - Bad Krozingen - Bad Sulzburg zu Sulzburg - Badenweiler - Bahnstation Achkarren zu Vogtsburg im Kaiserstuhl - Bahnstation Buggingen zu Buggingen - Bahnstation Burkheim-Bischoffingen zu Vogtsburg im Kaiserstuhl - Bahnstation Hügelheim zu Müllheim im Markgräflerland - Bahnstation Kappel-Grünwald zu Lenzkirch - Bahnstation Kappel-Gutachbrücke zu Lenzkirch - Bahnstation Müllheim zu Müllheim im Markgräflerland - Bahnstation Reiselfingen-Seppenhofen zu Löffingen - Bahnstation Unadingen zu Löffingen - Bahnstation Wasenweiler zu Ihringen - Baldenweger Buck zu Feldberg (Schwarzwald) - Baldenwegerhof zu Stegen - Ballrechten zu Ballrechten-Dottingen - Balzenhof zu Titisee-Neustadt - Bälzenhof zu Titisee-Neustadt - Balzenmühle zu Titisee-Neustadt - Bankenhof zu Stegen - Bankscherhof zu Stegen - Bartelshof und -häusle zu Buchenbach - Batzenhäusle(hof) zu Breisach am Rhein - Bäuerleshütte zu Breitnau - Behabühl zu Feldberg (Schwarzwald) - Behashof zu Titisee-Neustadt - Behringerhof zu Titisee-Neustadt - Bei der Kirch zu Glottertal - Bei der Schmiede zu Gundelfingen - Bei und ob der Kirche zu Glottertal - Beim Klausen (St. Nikolaus) zu St. Märgen - Beim Löwen zu Breitnau - Beim Zeiger zu Feldberg (Schwarzwald) - Beimühle zu Friedenweiler - Berg zu Lenzkirch - Berg zu Münstertal/Schwarzwald - Berger Stierhütte zu Lenzkirch - Berghausen (Berghauser Kapelle oder Kirche) zu Ebringen - Berghäusle zu Heuweiler - Berghof (vormals Kirnershäusle) zu Titisee-Neustadt - Berlachen zu Stegen - Bernenhansenhof zu Glottertal - Betberg zu Buggingen - Bickensohl zu Vogtsburg im Kaiserstuhl - Biengen zu Bad Krozingen - Biezighofen zu Wittnau - Binzenhäusle zu Titisee-Neustadt - Binzenhof zu Titisee-Neustadt - Birkenreute zu Kirchzarten - Birkle(seppen)hof zu Glottertal - Birklehof zu Breitnau - Birnenhäusle zu Friedenweiler - Bischoffingen zu Vogtsburg im Kaiserstuhl - Bisten (t.w. auch zu Breitnau) zu Hinterzarten - Bisten (t.w. auch zu Hinterzarten) zu Breitnau - Bittenhäuser zu Münstertal/Schwarzwald - Bitterst zu Bollschweil - Blankenhornsberg zu Ihringen - Blechschmiede zu Buchenbach - Bleiche zu Löffingen - Bodenmatte zu Oberried - Bohrer zu Horben - Bötzingen - Brand zu Kirchzarten - Branden zu Münstertal/Schwarzwald - Breisach am Rhein - Breitehof zu Kirchzarten - Breiterackerhaus zu Oberried - Breitnau zu Münstertal/Schwarzwald - Bremgarten zu Hartheim - Brenden zu Oberried - Brissenhof zu Buchenbach - Britzingen zu Müllheim im Markgräflerland - Brosihäusle zu St. Märgen - Brosihof zu St. Märgen - Brosihof (Spirzen) zu St. Märgen - Bruckbach zu Breitnau - Bruckmühle zu Kirchzarten - Bruderhalde zu Hinterzarten - Brühlhof zu Kirchzarten - Bubenbach zu Eisenbach (Hochschwarzwald) - Buchenbach - Buchheim zu March - Buggingen - Bühl zu Münstertal/Schwarzwald - Bühlhof zu Titisee-Neustadt - Bühlmetzgerhäusle zu St. Märgen - Burg zu Kirchzarten - Burg-Café zu Staufen im Breisgau - Bürgerschaft zu St. Peter - Burghardtshof zu Oberried - Burgheim zu Vogtsburg im Kaiserstuhl - Burghöfe zu Bad Krozingen - Burghöfe zu Au - Burgmühle zu Löffingen - Bürstenholzfabrik zu Oberried - Caritas-Haus zu Feldberg (Schwarzwald) - Christenhermannshof zu St. Märgen - Christenmartinshof zu St. Märgen - Dachswangen (Dachswanger Mühle) zu Umkirch - Danielhof zu St. Märgen - Dattingen zu Müllheim im Markgräflerland - Dienstgehöft der Straßenbauverwaltung zu Feldberg (Schwarzwald) - Dietenbach zu Kirchzarten - Dietfurt zu Löffingen - Diezendobel zu Buchenbach - Dilgerhof zu Glottertal - Dischhansenhof zu Glottertal - Dittishausen zu Löffingen - Dobelbauernhof zu St. Märgen - Domilishof zu Stegen - Donishof zu Titisee-Neustadt - Dörfle zu Glottertal - Dorneck zu Hinterzarten - Dottighofen zu Bad Krozingen - Dottingen zu Ballrechten-Dottingen - Drehbach zu Münstertal/Schwarzwald - Drehkopf zu Feldberg (Schwarzwald) - Dreieck zu St. Märgen - Dresselbach zu Schluchsee - Düschenhof zu Glottertal - Ebene (Hoch-Ebene) zu Titisee-Neustadt - Ebenemoos zu Titisee-Neustadt - Ebringen - Eck zu Wittnau - Eckbach zu Breitnau - Eckbach zu Titisee-Neustadt - Eckerhäusle zu Breitnau - Eckpeterhof zu St. Peter - Ehrenstetten zu Ehrenkirchen - Eichbergmatten (Schiffsplatz) zu Glottertal - Eichstetten zu Eichstetten am Kaiserstuhl - Einsiedel zu Breitnau - Eisenbach zu Eisenbach (Hochschwarzwald) - Eisenbreche zu Schluchsee - Eisengraben zu Münstertal/Schwarzwald - Elektrizitätswerk Stallegg zu Löffingen - Ellighofen zu Bollschweil - Enge zu Glottertal - Engelberg zu Stegen - Engenbach zu Buchenbach - Erlenbach zu St. Märgen - Erlenbach(erhütte) zu Oberried - Erlenbruck zu Hinterzarten - Erlenhof zu Kirchzarten - Eschbach - Etzenbach zu Staufen im Breisgau - Eulenmühle zu Löffingen - Fahrenberg zu Breitnau - Fahrnau zu Wittnau - Falkenfreyel zu Breitnau - Falkenhof zu Buchenbach - Falkensteig (t.w. zur Gemarkung Falkensteig) zu Buchenbach - Fallerhof zu Titisee-Neustadt - Fallerhof (Spirzen) zu St. Märgen - Fallerhof mit Eisenhäusle (Zwerisberg) zu St. Märgen - Färberhäusle zu Titisee-Neustadt - Färberhof zu Titisee-Neustadt - Faulenfürst zu Schluchsee - Feldberg zu Müllheim im Markgräflerland - Feldbergerhof zu Feldberg (Schwarzwald) - Feldberggipfel zu Feldberg (Schwarzwald) - Feldkirch zu Hartheim - Felsenmühle zu Ehrenkirchen - Felsental-Blessinghof zu Eisenbach (Hochschwarzwald) - Ferndobel (Kasperberg) zu St. Märgen - Feuerberg zu Titisee-Neustadt - Finsterbach zu Au - Fischbach zu Kirchzarten - (Ober-)Fischbach zu Schluchsee - Fischerhaus zu Buchenbach - Flammhof zu Gundelfingen - Föhrenschallstadt zu Schallstadt - Forellenzucht zu Badenweiler - Försterhaus zu Oberried - Forsthaus Oberaha zu Schluchsee - Freihof zu Sulzburg - Freyel zu Breitnau - Friedenweiler - Fürsatz(hof) zu Hinterzarten - Fußhof-Berghäusle zu Stegen - Gabelsdobel zu Stegen - Gaisbühl zu Sölden - Gallenweiler zu Heitersheim - Galsträgerhof zu St. Märgen - Ganterhof zu Titisee-Neustadt - Gassen (Münstertal/Schwarzwald) zu Münstertal/Schwarzwald - Gassenbauernhof zu Oberried - Gegendrum zu Oberried - Geiersnest zu Bollschweil - Geigerhäusle zu Stegen - Gennenbach zu Müllheim im Markgräflerland - Gerihof zu Gundelfingen - Geroldstal zu Kirchzarten - Geroldstal zu Oberried - Gfällmatte zu Oberried - Gieß(h)übel zu Münstertal/Schwarzwald - Gigenegut zu Münstertal/Schwarzwald - Gipswerk zu Badenweiler - Girsberg zu Kirchzarten - Gewerbepark Breisgau zu Eschbach (größtenteils), Hartheim und Heitersheim - Glaserberg zu St. Märgen - Glaserhausenhof zu Oberried - Glashöfe zu Titisee-Neustadt - Glockenhäusle zu St. Märgen - Glotterbad zu Glottertal - Glotterrainhof zu Glottertal - Göschweiler zu Löffingen - Gottenheim - Gräble (Münstertal/Schwarzwald) zu Münstertal/Schwarzwald - Grafenmatt zu Feldberg (Schwarzwald) - Grezhausen zu Breisach am Rhein - Griesbenhof zu Titisee-Neustadt - Grißheim zu Neuenburg am Rhein - Großer Hof zu Titisee-Neustadt - Grünburg zu Löffingen - Grundbauernhütte zu Buchenbach - Grundhof zu Stegen - Grundhof zu Titisee-Neustadt - Grundmatten zu Münstertal/Schwarzwald - Grundscheuer zu Titisee-Neustadt - Grunern zu Staufen im Breisgau - Grünerweg zu Gundelfingen - Grünwald zu Lenzkirch - Gschwanderhof zu Glottertal - Gschwanderhof zu Glottertal - Gschwandermühle zu Glottertal - Gstihl zu Münstertal/Schwarzwald - Guggenmühle zu Badenweiler - Gullerhof zu Glottertal - Gummenhof zu Glottertal - Gundelfingen - Gündlingen zu Breisach am Rhein - Gütighofen zu Bollschweil und Ehrenkirchen - Gütle zu Bollschweil - Gutleuthaus zu Staufen im Breisgau - Güttigheim zu Müllheim im Markgräflerland - Haberjockelshof zu Titisee-Neustadt - Haberstrohhof zu Breitnau - Habstmoos zu St. Märgen - Hach zu Auggen - Hägenhof zu Au - Hahnkrähenhäusle zu Titisee-Neustadt - Hahnkrähenhof zu Titisee-Neustadt - Halde(n) zu Oberried - Halde(n) (auch zur Gemarkung Schauinsland) zu Münstertal/Schwarzwald - Haldenhäusle zu Titisee-Neustadt - Haltestelle Ballrechten-Dottingen zu Ballrechten-Dottingen - Hannisen(Hansen)-hof zu Stegen - Hannisenhof zu St. Märgen - Hansenhof zu St. Märgen - Hansjörgenhof zu St. Märgen - Hansmeyerhof zu Buchenbach - Hartererhof zu Glottertal - Hartheim - Harzhäusle (Baumeier) zu Titisee-Neustadt - (Oberes und Unteres) Harzloch zu Münstertal/Schwarzwald - Haselhürst (vorm. Scheibenfelsen) zu Münstertal/Schwarzwald - Haseln zu Wittnau - Hasengartenhof (Reutebach) zu Gundelfingen - Hasenhof zu Titisee-Neustadt - Hasgelhöfe zu Au - Haurihäusle zu Buchenbach - Haurihof zu Buchenbach - Hausbaden zu Badenweiler - Hausen an der Möhlin zu Bad Krozingen - Hebelhof zu Feldberg (Schwarzwald) - Heiligenbrunnen zu Titisee-Neustadt - Heimbachhof zu Au - Heitersheim - Heldhansenhof zu Glottertal - Hellewanderhof zu Titisee-Neustadt - Helmiseck zu Münstertal/Schwarzwald - Herrenbach zu Buchenbach - Herrenmühle zu Eichstetten am Kaiserstuhl - Herzogenhorn zu Feldberg (Schwarzwald) - Heselberg zu Titisee-Neustadt - Heselhof zu Titisee-Neustadt - Hettighof zu St. Märgen - Heuberg zu Buchenbach - Heuhäuser zu Heuweiler - Hiera (Hürenhof) zu Lenzkirch - Hilpertenhof zu Titisee-Neustadt - Hilzihäusle zu Stegen - Hilzingerhof zu Glottertal - Himmelreich zu Buchenbach - Himmelreich zu Kirchzarten - Hinter Margrutt (Käshof) zu Titisee-Neustadt - Hinterbärental zu Feldberg (Schwarzwald) - Hinterbauernhof zu Buchenbach - Hinterdorf zu Breitnau - Hintere Hattenmühle zu Ehrenkirchen - Hintereck zu Breitnau - Hinterer Schneeberg zu Oberried - Hinterer Stollbach zu Münstertal/Schwarzwald - Hinteres Elend zu Münstertal/Schwarzwald - Hintereschbach zu Stegen - Hinterfalkau zu Feldberg (Schwarzwald) - Hinterhäuser zu Schluchsee - Hinterheuweiler zu Heuweiler - Hintermühle zu Titisee-Neustadt - Hinterschollach zu Eisenbach (Hochschwarzwald) - Hinterstraß zu St. Märgen - Hintertal zu Oberried - Hinterzarten - Hirschenhof zu Buchenbach - Hirschsprung zu Breitnau - Hirzbühl zu St. Märgen - Hochberg zu Titisee-Neustadt - Hochebene(hof) zu Titisee-Neustadt - Höchstberg zu Titisee-Neustadt - Hochstetten zu Breisach am Rhein - Hochwald zu St. Märgen - Hof zu Lenzkirch - Hof(bauernhof) zu Glottertal - Höfen zu Kirchzarten - Höfener Hütte zu Buchenbach - Hofgut Stallegg zu Löffingen - Hofhannissen(hof) zu Titisee-Neustadt - Hofsgrund zu Oberried - Hogenhof zu St. Märgen - Hohacker zu Staufen im Breisgau - Höhenhaus zu Friedenweiler - Hohlengraben zu Breitnau - Hohlengraben zu St. Märgen - Hohlengraben zu Titisee-Neustadt - Höllsteig zu Breitnau - Holzarbeit zu Oberried - Holzhausen zu March - Holzhof zu Breitnau - Hölzlebruck zu Titisee-Neustadt vormals Neustadt im Schwarzwald - Hölzlebruck zu Titisee-Neustadt vormals Titisee - Holzmacherhaus zu Oberried - Holzmatte zu Lenzkirch - Holzschlag zu St. Märgen - Hönningergütle zu Glottertal - Horben - Hörhalde zu Münstertal/Schwarzwald - Hügelheim zu Müllheim im Markgräflerland - Hugenhof zu Stegen - Hugstetten zu March - Hummelmühle zu St. Märgen - Hundsschachen zu Breitnau - Hutjörgenhof zu Buchenbach - Hüttenbauernhof zu St. Märgen - Ihringen - Im Galgenwinkel zu Breisach am Rhein - Im Rehberg zu Gundelfingen - Im Rosswinkel zu Gundelfingen - Jägerhof zu Breisach am Rhein - Jesuitenschloss zu Merzhausen - (Mittlerer, Oberer und Unterer) Jetzenwald zu Münstertal/Schwarzwald - Jockelehof und -berghaus zu Oberried - Jockelhäusle zu Breitnau - Jörgenhäusle zu Breitnau - Josefenhof zu Titisee-Neustadt - Jostal zu Titisee-Neustadt - Jungholz-Föhrwald zu Breitnau - Kaischenhof zu Au - Kalibergwerk zu Buggingen - Kalkwerk zu Merdingen - Kaltwasser zu Bollschweil - Kandelberg zu St. Peter - Kappbläsihof zu Glottertal - Kappdobel zu Stegen - Kappel zu Lenzkirch - (Oberer und Unterer) Käppelehof zu Münstertal/Schwarzwald - Kappenhof zu Glottertal - Kapphansenhof zu Glottertal - Kappmathishof zu Glottertal - Kastelhof zu Ballrechten-Dottingen - Katzensteig zu Oberried - Katzental zu Horben - Kems zu Bad Krozingen - Kileanenhof zu Titisee-Neustadt - Kirchhofen zu Ehrenkirchen - Kirchsteig zu Titisee-Neustadt vormals Neustadt im Schwarzwald - Kirchsteig zu Titisee-Neustadt vormals Rudenberg - Kirchzarten - Klausenhof zu Glottertal - Kleine Bittenhäuser zu Münstertal/Schwarzwald - Kleineisenbach zu Friedenweiler - Kleineisenbächle (Hinteres Haus) zu Titisee-Neustadt - Kleiserhof zu Titisee-Neustadt - Kleislehof zu Oberried - Klettererhäusle zu Titisee-Neustadt - Klettererhof zu Titisee-Neustadt - Knöpfleshof zu Titisee-Neustadt - Kohlenpeterhäusle zu Buchenbach - Kohlergrundhof zu St. Märgen - Kohlerhöfe zu Ehrenkirchen - Kohlers(Christmanns)hof zu Breisach am Rhein - Kohlplatz zu Titisee-Neustadt - Kolonie Wiesneck zu Buchenbach - Konradenhof zu St. Märgen - Kopfackerhof zu Au - Krähenbach zu Löffingen - Krebsmühlehof zu Breisach am Rhein - Kreuzdobel (Josengäßle) zu Eisenbach (Hochschwarzwald) - Kropbach zu Staufen im Breisgau - Krummholzengütle zu Oberried - Krummlinden zu Münstertal/Schwarzwald - Küchlehof zu Buchenbach - Kuhnenbach zu Breitnau - Kunzenmoos zu Feldberg (Schwarzwald) - Kurze Spirzen zu St. Märgen - Kussenberg zu St. Märgen - Kussenhof zu St. Märgen - Kussenmühle zu St. Märgen - Laberholz zu St. Märgen - Lachenhäusle zu Titisee-Neustadt - Laitschenbach zu Münstertal/Schwarzwald - Landerhäusle zu Buchenbach - Langackern zu Horben - Langeck zu St. Peter - Langenhof zu St. Märgen - Langenordnach zu Titisee-Neustadt - Laufen zu Sulzburg - Lautackerhof zu Glottertal - Lehen zu Lenzkirch - Lehn zu Münstertal/Schwarzwald - Leimbach zu Bollschweil - Leimenhof zu Glottertal - Leimenstollenhof zu Gundelfingen - Lenzenhof zu St. Märgen - Lenzerhof zu Glottertal - (Ober-)Lenzkirch zu Lenzkirch - Lettenhof zu Ehrenkirchen - Leutersberg zu Schallstadt - Liliental (Lilienhof) zu Ihringen - Lindenberg zu Buchenbach - Linderhof zu Glottertal - Lindingerhof zu Glottertal - Lindlehof zu St. Peter - Lipburg zu Badenweiler - Litzelstalerhof zu Heuweiler - Loch zu Schluchsee - Lochmatte zu Oberried - Löffelschmiede zu Lenzkirch - Löffeltal zu Breitnau - Löffeltal zu Hinterzarten - Löffingen - Lohrenhof zu Titisee-Neustadt - Lorenzenhäusle zu Buchenbach - Löwen(Pelz)wirtshaus zu Buchenbach | - Magremme zu Titisee-Neustadt - Mathisenhof und -mühle zu St. Märgen - Mattenbauerhof zu Glottertal - Mattenmühle zu Glottertal - Mederleberghaus zu Oberried - Mederlehof zu Oberried - Meierhäuslehof zu Buchenbach - Mengen zu Schallstadt - Merdingen - Merzhausen - Merzhof zu Gundelfingen - Metzgerbauernhof zu Buchenbach - Michelehof zu St. Märgen - Micheleshäusle zu St. Märgen - Michelshof zu Titisee-Neustadt - Mießenhof zu St. Märgen - Milchmatt zu Münstertal/Schwarzwald - Mittelfalkau zu Feldberg (Schwarzwald) - Mittelschollach zu Eisenbach (Hochschwarzwald) - Molzenhof zu Glottertal - Molzenhof zu Stegen - Moos zu Breitnau - Moosbühlhof zu St. Märgen - Mooshäusle zu Titisee-Neustadt - Möslehof zu Lenzkirch - Muchenland zu Schluchsee - Muggardt zu Müllheim im Markgräflerland - Muggenmatte (Schneeloch) zu Oberried - Mühle zu Titisee-Neustadt - Mühle am Erlenbach zu St. Märgen - Mühlematte zu Feldberg (Schwarzwald) - Mühlenmatten zu Münstertal/Schwarzwald - Mühlingen zu Lenzkirch - Müllheim im Markgräflerland - Münsterhalden zu Münstertal/Schwarzwald - Münzenried mit Gerstenhalm zu Horben - Mursthof zu Gundelfingen - Nazishäusle zu St. Märgen - Nessellachen zu Breitnau - Neubauernhof zu Buchenbach - Neubruck zu Münstertal/Schwarzwald - Neuenburg zu Löffingen - Neuenburg zu Neuenburg am Rhein - Neuershausen zu March - Neuglashütten zu Feldberg (Schwarzwald) - Neulochhäusle zu Titisee-Neustadt - Neumaierhof zu Glottertal - Neumühle zu Breisach am Rhein - Neunkirch zu Ihringen - Neustadt im Schwarzwald zu Titisee-Neustadt - Neuwelt zu St. Peter - Niedermatten zu Ehrenkirchen - Niederrimsingen zu Breisach am Rhein - Niederrotweil zu Vogtsburg im Kaiserstuhl - Niederweiler zu Müllheim im Markgräflerland - Nonnenmacher zu Glottertal - Norsingen zu Ehrenkirchen - Ober Gipf zu Münstertal/Schwarzwald - Oberaha zu Schluchsee - Oberaltenweg zu Titisee-Neustadt - Oberambringen zu Ehrenkirchen - Oberbärental zu Feldberg (Schwarzwald) - Oberbergen zu Vogtsburg im Kaiserstuhl - Oberbirken zu Stegen - Oberbränd zu Eisenbach (Hochschwarzwald) - Oberburg zu Löffingen - Oberdorf zu Bollschweil - Oberdorf zu Buchenbach - Oberdottingen zu Ballrechten-Dottingen - Obere Lochmatt zu Münstertal/Schwarzwald - Obere Sonnhalde zu Münstertal/Schwarzwald - Oberer Schönbergerhof zu Ebringen - Oberer Steinbrunnen zu Münstertal/Schwarzwald - Oberföhrental zu Glottertal - Obergaß zu Münstertal/Schwarzwald - Oberhöllsteig zu Breitnau - Oberibental zu St. Peter - Oberjostal zu Titisee-Neustadt - Oberkrozingen zu Bad Krozingen - Obermühle zu Löffingen - Oberneuhäuser zu Kirchzarten - Oberneuhof zu Münstertal/Schwarzwald - Oberried - Oberrimsingen zu Breisach am Rhein - Oberrotweil zu Vogtsburg im Kaiserstuhl - Oberschaffhausen zu Bötzingen - Oberschwarzhalden zu Schluchsee - Obertal zu Oberried - Obertal zu Stegen - Oberwirtshaus zu Titisee-Neustadt - Oberzarten zu Hinterzarten - Ödenbach zu Breitnau - Offnadingen zu Ehrenkirchen - Öhlinsweiler zu Pfaffenweiler - Ohmen zu St. Märgen - Öle zu Löffingen - Ottenberg zu Buchenbach - Paradies zu Löffingen - Paulyhäusle zu Breitnau - Pfaffendobel zu Buchenbach - Pfaffenweiler - Pfändlerhansenhof zu St. Märgen - Pfändlerhäusle zu Buchenbach - Pfändlerhof zu Buchenbach - Pfisterhof zu Glottertal - Pfisterhof zu St. Märgen - Pfisterhütte zu St. Märgen - Pfistermühle zu St. Märgen - Poche zu Oberried - Posthalde zu Breitnau - Posthaus zu Löffingen - Raimartihof zu Feldberg (Schwarzwald) - Rain zu Oberried - Rainhof zu Kirchzarten - Rainhof und -häusle zu Titisee-Neustadt - Raitenbuch zu Lenzkirch - Ränke zu St. Peter - Rankhof und Rankmühle zu St. Märgen - Rappenloch zu Eisenbach (Hochschwarzwald) - Rauferhof zu Stegen - Ravenna(schlucht) zu Breitnau - Rechenfelsen zu Lenzkirch - Rechtenbach zu Stegen - Reckenberg zu Stegen - Redeck zu St. Märgen - Reichberg zu Löffingen - Reichenbach zu Titisee-Neustadt - Reiselfingen zu Löffingen - Rheintal zu Müllheim im Markgräflerland - Rheinwärterhaus zu Hartheim - Rheinwärterhaus zu Neuenburg am Rhein - Ringweg zu Münstertal/Schwarzwald - Rinken zu Hinterzarten - Rinzberghof zu Glottertal - Rittihof zu Titisee-Neustadt - Rohr zu St. Peter - Rombbachhof zu Buchenbach - Roteck zu Oberried - Rötenbach zu Friedenweiler - Rotenbauernhof zu Buchenbach - Rotenbauernhof zu Glottertal - Rotenhof zu Titisee-Neustadt - Rothaus zu Breisach am Rhein - Rothof zu Staufen im Breisgau - Rotwasser zu Hinterzarten - Rudenberg zu Titisee-Neustadt - Rufen(Thomas)hof zu St. Märgen - Rufenhof zu Buchenbach - Ruheckle zu Titisee-Neustadt - Ruhehof zu Gundelfingen - Sägemühle zu Staufen im Breisgau - Sägenbach zu Münstertal/Schwarzwald - Sägendobel zu St. Peter - Sahlenbach zu Staufen im Breisgau - Saierhof und -häusle zu Buchenbach - Saig zu Lenzkirch - Saiger Höhe zu Lenzkirch - Salenhof zu Titisee-Neustadt - Salzberg zu Stegen - Sandmatte zu Münstertal/Schwarzwald - Sattelgrund zu Münstertal/Schwarzwald - Sauwasen zu Ihringen - Schachenbauernhof zu Titisee-Neustadt - Schachenhof zu Titisee-Neustadt - Schafmeiershof zu Titisee-Neustadt - Schald(t)karrendorf zu St. Märgen - Schallstadt - Scharbachhof zu Glottertal - Schattenmühle zu Löffingen - Schaubhof zu St. Märgen - Schauinsland zu Münstertal/Schwarzwald - Schelingen zu Vogtsburg im Kaiserstuhl - Schererhof zu Glottertal - Scherlehäuslehof zu Stegen - Scherlenzendobel zu Stegen - Scherzingen zu Ehrenkirchen - Scheuerebene zu Titisee-Neustadt - Scheuerhaldenhof zu St. Märgen - Schildwende zu Titisee-Neustadt - (Obere und Untere) Schindelmatt zu Münstertal/Schwarzwald - Schlagberg (Im Schlag) zu St. Märgen - Schlatt zu Bad Krozingen - Schlauch zu Lenzkirch - Schlauderberghof zu Gundelfingen - Schlegelhof zu St. Märgen - Schleifsteinhof zu Staufen im Breisgau - Schlempenfeld zu Kirchzarten - Schloss Weiler zu Stegen - Schloßdobelhof (Dobelbauerhof) zu Glottertal - Schloßhäuser zu Gundelfingen - Schloßhof zu Glottertal - Schluchsee - Schmelzplatz zu Oberried - Schmiedhof zu Buchenbach - Schmiedhofen zu Bad Krozingen - Schmittenbach zu St. Peter - Schnattertal zu Titisee-Neustadt - Schneeberg zu Titisee-Neustadt - Schneehof und -häusle zu Titisee-Neustadt - Schneiderhäusle zu Buchenbach - Schönberg zu Au - Schönberg zu Stegen - Schöneck zu Münstertal/Schwarzwald - Schöneck zu Staufen im Breisgau - Schönenbach zu Schluchsee - Schönhöfe zu St. Peter - Schotterwerk zu Auggen - Schuhhaus zu Titisee-Neustadt - Schuhhäusle zu Buchenbach - Schuhhäusle zu Titisee-Neustadt - Schuhmächerlehof zu Breitnau - Schuhmartishof zu Buchenbach - Schulhaus zu Buchenbach - Schulhaus zu Oberried - Schulterdobel zu Buchenbach - Schümperlehof zu Gundelfingen - Schürlebuck zu Münstertal/Schwarzwald - Schwabenhof zu Titisee-Neustadt - Schwabenhöfe zu Au - Schwarzenhansenhäusle zu Titisee-Neustadt - Schwarzenhäusle zu Titisee-Neustadt - Schwarzkreuzwirtshaus zu Eisenbach (Hochschwarzwald) - Schweighof zu Badenweiler - Schweighöfe zu St. Märgen - Schweizerhaus zu Oberried - Schweizerhäusle zu Titisee-Neustadt - Schweizerhof zu Oberried - Schweizerhof zu St. Märgen - Schweizerhütte zu St. Märgen - Schweizerlehof zu Buchenbach - Schweizerpeter zu Buchenbach - Schwende zu Schluchsee - Seebrugg (Seebruck) zu Schluchsee - Seefelden zu Buggingen - Seehöfe zu Titisee-Neustadt - Seelgut zu St. Peter - Seemoos zu Titisee-Neustadt - Seewald zu Feldberg (Schwarzwald) - Sehringen zu Badenweiler - Sengelberg zu Sulzburg - Seppenhofen zu Löffingen - Siedelbach zu Breitnau - Siedlung zu Breisach am Rhein - Siedlung zu Gottenheim - Siedlung K. Richtberg zu Auggen - Silberberg zu Hinterzarten - Sirnitz zu Müllheim im Markgräflerland - Sölden - Sommerberg zu Buchenbach - Sommerseite zu Schluchsee - Sonne zu Glottertal - Sonnenhof zu Gundelfingen - Sonnhaldeneck zu Münstertal/Schwarzwald - Sorbaum zu Münstertal/Schwarzwald - Spelweg zu Münstertal/Schwarzwald - Spirzen zu St. Märgen - Spirzendobel zu Buchenbach - Spirzjockelehof zu St. Märgen - Sprenghäusle zu Buchenbach - Spriegelsbach zu Titisee-Neustadt - St. Gotthardhof zu Staufen im Breisgau - St. Ilgen zu Sulzburg - St. Johanniskapelle (Stationenberg) zu Staufen im Breisgau - St. Märgen - St. Trudpert zu Münstertal/Schwarzwald - St. Ulrich zu Bollschweil - St. Wilhelmer Hütte zu Feldberg (Schwarzwald) - Stalterhof zu Titisee-Neustadt - Stampf Elend zu Münstertal/Schwarzwald - Stampfhof zu Glottertal - Staufen im Breisgau - Stecklehof zu Glottertal - Stefansbühl zu Feldberg (Schwarzwald) - Stefansgütle zu Oberried - Stegen - Steig zu Breitnau - Steig (Grund) zu Lenzkirch - Steighof zu Buchenbach - Steinbacherhäusle zu St. Märgen - Steinbachhof zu St. Märgen - Steinbachtal zu St. Märgen - Steinenstadt zu Neuenburg am Rhein - Steingremmen zu Eisenbach (Hochschwarzwald) - Steinhalden zu Friedenweiler - Steinwasen zu Oberried - Steinwasen (t.w. in der Gemarkung Schauinsland) zu Oberried - Steurental zu Stegen - Stierhütte (Clemenshof) zu Lenzkirch - Stöckenhöfen zu Wittnau - Stöckenmühle zu Wittnau - Stohren zu Münstertal/Schwarzwald - Stollbächle zu Münstertal/Schwarzwald - Stollenbacherhof zu Oberried - Straßenwartshäusle zu Titisee-Neustadt - Straubenhäusle zu Titisee-Neustadt - Stübenwasen zu Oberried - Sulzburg - Süßenbach zu Eisenbach (Hochschwarzwald) - Taddäushäusle zu Oberried - Talbach zu Oberried - Talbachhof zu St. Märgen - Talhausen zu Ebringen - Talstraße zu Glottertal - Tännlehof zu St. Märgen - Theibisenhof zu Titisee-Neustadt - Thomalihof zu Buchenbach - Thomashof zu St. Märgen - Thomilishäusle zu Titisee-Neustadt - Thumichelhof zu Buchenbach - Tiefen zu Breitnau - Tirol zu Ebringen - Titisee zu Titisee-Neustadt - Todtnau zu Buchenbach - Todtnauer Hütte zu Feldberg (Schwarzwald) - Treiben(hof) zu Titisee-Neustadt - Tunsel zu Bad Krozingen - Thurner zu St. Märgen - Überhof zu Glottertal - Umkirch - Unadingen zu Löffingen - Unter den Matten zu Müllheim im Markgräflerland - Unter der Kirch zu Glottertal - Unter der Wiggisbruck zu Glottertal - Unter Gipf zu Münstertal/Schwarzwald - Unter(Linsi)mühle zu Löffingen - Unteraha zu Schluchsee - Unterambringen zu Ehrenkirchen - Unterbirken zu Stegen - Unterburg zu Löffingen - Unterdorf zu Bollschweil - Unterdorf zu Buchenbach - Untere Blechschmiede zu Kirchzarten - Untere Lochmatt zu Münstertal/Schwarzwald - Untere Sonnhalde zu Münstertal/Schwarzwald - Unterer Schönbergerhof zu Ebringen - Unterer Steinbrunnen zu Münstertal/Schwarzwald - Unteres und mittleres Bärental zu Feldberg (Schwarzwald) - Unterfischbach zu Schluchsee - Unterföhrental zu Glottertal - Unteribental zu Buchenbach - Unterkrummen zu Schluchsee - Untermünstertal zu Münstertal/Schwarzwald - Unterneuhäuser zu Kirchzarten - Unterneuhof zu Münstertal/Schwarzwald - Unterschollach zu Eisenbach (Hochschwarzwald) - Unterschwarzhalden zu Schluchsee - Untertal zu Stegen - Unterwirtshaus zu Titisee-Neustadt - Urbershäusle zu Glottertal - Vogelhäusle zu Buchenbach - Vogelhof zu St. Märgen - Vogelsang zu Münstertal/Schwarzwald - Vögisheim zu Müllheim im Markgräflerland - Vogthof zu Gundelfingen - Vogtsburg zu Vogtsburg im Kaiserstuhl - Vogtshalde zu Münstertal/Schwarzwald - Vogtshansenhof zu Glottertal - Vorder Margrutt zu Titisee-Neustadt - Vorderaltenweg zu Titisee-Neustadt - Vorderbärental zu Feldberg (Schwarzwald) - Vorderbauernhof zu Buchenbach - Vorderdorf zu Breitnau - Vorderer Schneeberg zu Oberried - Vorderer Stollbach zu Münstertal/Schwarzwald - Vorderer und Hinterer Hornberg zu St. Märgen - Vorderes Elend zu Münstertal/Schwarzwald - Vorderfalkau zu Feldberg (Schwarzwald) - Vorderheuweiler zu Heuweiler - Vordertal zu Oberried - Vörlinsbach zu Oberried - Vorm Dörfle zu Glottertal - Vorstädtle mit Waldacker zu Gundelfingen - Wagenstalter zu St. Märgen - Wahlenhof zu Glottertal - Wald zu Münstertal/Schwarzwald - Waldau zu Titisee-Neustadt - Waldbrunnenhof zu Gundelfingen - Wälderhansenhof zu Glottertal - Waldhaus Beatrice zu Sulzburg - Waldmühle zu Titisee-Neustadt - Wasenhaus zu Staufen im Breisgau - Wasenweiler zu Ihringen - Wasserbaumeisterei zu Neuenburg am Rhein - (Oberes und Unteres) Wasserhaus zu Münstertal/Schwarzwald - Weberdobel zu Buchenbach - Webersberg zu Buchenbach - Weiler zu Löffingen - Weilerhof zu Gundelfingen - Weilersbach zu Oberried - Weilersbacher Viehhütte zu Oberried - Weinstetten zu Hartheim - Weinstetten (Weinstetterhof) zu Eschbach - Weinstetter Mühle zu Hartheim - Wenzelhäusle zu Titisee-Neustadt - Wettelbrunn zu Staufen im Breisgau - Widiwandhof zu Titisee-Neustadt - Wiesbach(erhof) zu Titisee-Neustadt - Wiesneck zu Buchenbach - Wiggishag zu Glottertal - Wiggisrain zu Glottertal vormals Föhrental - Wiggisrain zu Glottertal vormals Oberglottertal - Wiggisrain zu Glottertal vormals Unterglottertal - Wildengrundhof zu Gundelfingen - Wildtal zu Gundelfingen - Willmendobel zu St. Peter - Willmeshof zu Titisee-Neustadt - (Obere und Untere) Willnau zu Münstertal/Schwarzwald - Wilmenhof zu St. Märgen - Windeck zu Hinterzarten - Windgfällweiher zu Lenzkirch - Winterbach zu Glottertal - Winterbergäcker zu Feldberg (Schwarzwald) - Winterershof zu Titisee-Neustadt - Winterhalde zu Hinterzarten - Winterhalden zu Breitnau - Winterhalterhof und Schmiede zu Oberried - Winterseite zu Schluchsee - Wirbstein zu Breitnau - Wirtshäusle zu Buchenbach - Wisserhof zu Glottertal - Wittenbach zu Oberried - Wittental zu Stegen - Witterschnee zu Löffingen - Wittnau - Wolfenweiler zu Schallstadt - Wolfgarten zu Münstertal/Schwarzwald - Wolfsberg zu St. Märgen - Wuspenhof zu Glottertal - Zähringerhaus zu Oberried - Zähringerhof zu Kirchzarten - Zähringerhof zu Titisee-Neustadt - Zarten zu Kirchzarten - Zastler Hütte zu Feldberg (Schwarzwald) - Ziegelei zu Breisach am Rhein - Ziegelhof zu Ballrechten-Dottingen - Ziegelhütte zu Löffingen - Ziegelhütte zu Müllheim im Markgräflerland - Zienken zu Neuenburg am Rhein - Zimmeracker zu Breitnau - Zipfelhäusle zu Titisee-Neustadt - Zipfelsäge zu Lenzkirch - Zizingen zu Auggen - Zum Turner zu St. Märgen - Zunzingen zu Müllheim im Markgräflerland - Zwerisberg zu St. Märgen |